# Pteroselinum intermedium
Pteroselinum intermedium är en flockblommig växtart som beskrevs av Philipp Johann Ferdinand Schur. Pteroselinum intermedium ingår i släktet Pteroselinum och familjen flockblommiga växter. Inga underarter finns listade i Catalogue of Life.